# Michael Blumlein
Œuvres principales
- X,Y
- The Brains of Rats

Michael John Blumlein, né le 28 juin 1948 à San Francisco et mort le 24 octobre 2019, est un médecin et écrivain de fiction américain. La plupart de ses ouvrages sont à classer dans les catégories science-fiction, fantasy et horreur. Parmi ses romans, on peut citer The Healer, The Movement of Mountains et X,Y. Certaines de ses œuvres ont été nommées pour le prix World Fantasy ainsi que pour le prix Bram-Stoker alors que ses nouvelles réunies en anthologies ont été publiées dans Interzone et The Magazine of Fantasy & Science Fiction, entre autres. Il a été très peu publié en France (3 nouvelles entre 1985 et 1993).

## Œuvres

### Romans
- (en) The Movement of Mountains, 1987
- (en) X,Y, 1993
- (en) The Healer, 2005
- (en) The Roberts, Tachyon Publications, 2011
- (en) Longer, 2019

### Recueil de nouvelles
- (en) The Brains of Rats, 1988
- (en) What the Doctor Ordered, 2013
- (en) All I Ever Dreamed, 2018
- (en) Long, 2023
- (en) Short, 2023